# Barroquinha
Barroquinha é um município brasileiro do estado do Ceará, localizado na microregião de Litoral de Camocim e Acaraú, mesorregião do Noroeste Cearense. Faz divisa com o Piauí desde 1880. Segundo o censo de 2022, sua população é estimada em 14.567 habitantes.

## Etimologia
O topônimo Barroquinha faz alusão efeito geológico de formação de pequenas massas erodidas ou barrocas. Sua denominação original era Paço Imperial, Barroquinhas e, desde 1960, Barroquinha.

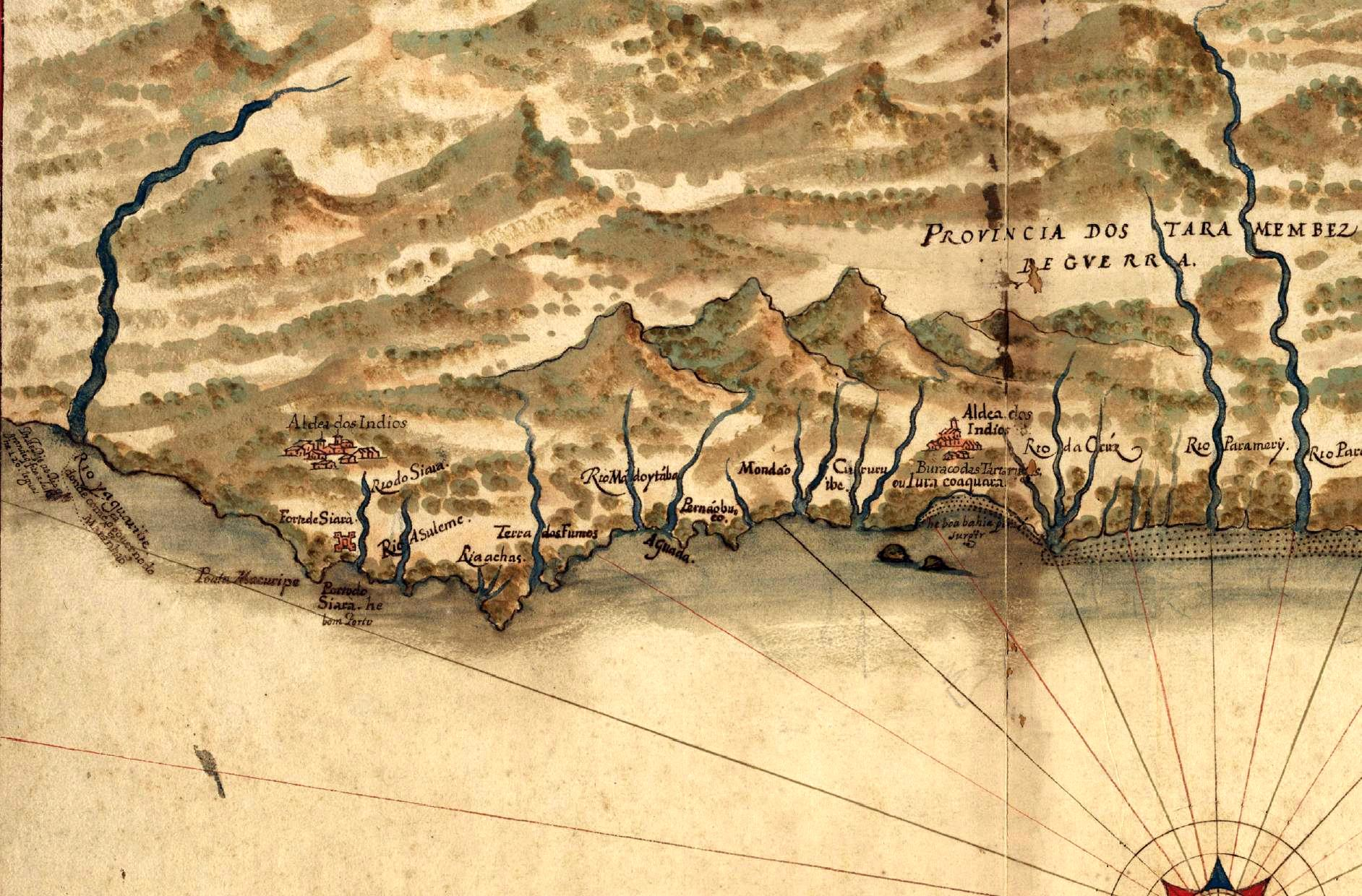
Mapa do costa do Ceará em 1629

## História
Município localizado na região dos Tremembé, primeiros habitantes da região. É uma região que recebe a visitas das expedições militares e religiosas a partir do século XVII.
Barroquinha ganha uma definitiva posição na história do Ceará, quando em 1888 é consagrado o acordo para o litígio territorial entre o Ceará e o Piauí.

## Política
A administração municipal localiza-se na sede: Barroquinha.

## Geografia

### Subdivisão
O município tem três distritos: Barroquinha (sede), Araras e Bitupitá. 
Quanto a cidade-sede, esta se divide nos bairros Caucaia, Campo do Edimário, Campo do Chagas, Centro e COHAB.

### Clima
O clima do município é o tropical atlântico com pluviometria média de 1.120 mm , com chuvas concentradas de janeiro a abril.

### Hidrografia e recursos hídricos
As principais fontes de água são os rios das Palmeiras, das Almas, da Chapada, Timonha, Guabira, Ubatuba e dos Remédios.

### Relevo e solos
Região costeira (areias quartzosas álicas, areias quartzosas distróficas, areias quartzosas eutróficas, areias quartzosas marinhas distróficas, podzólico vermelho amarelo eutrófico) formada de dunas e ilhas, como as das Cunhãs e Grande. Não possui grandes elevações.

### Vegetação
Boa parte do território é coberto pela caatinga arbustiva aberta e densa, mais ao interior, e por tabuleiros costeiros, mais próximos ao litoral. Apresenta também regiões de caatinga arbustiva e mangue próximo à foz dos rios das Almas, da Chapada, Timonha, Guabira, Ubatuba e dos Remédios.

## Economia
Basicamente pesca para exportação de lagosta e camarão.              
Indústrias: seis, três extrativas e três de produtos alimentares. 
Outra fonte de renda deste município é o turismo, devido às suas praias e ilhas.

## Cultura
O principal evento cultural é a festa da padroeira Nossa Senhora dos Navegantes, que ocorre em agosto. Outros eventos culturais da cidade são: a semana do município, que ocorre em maio onde comemora-se a emancipação da cidade; e o Festival de Quadrilhas de Barroquinha (FEQUAB), que acontece no mês de julho. 